# Queensway
Queensway – stacja londyńskiego metra położona na trasie Central Line pomiędzy stacjami Notting Hill Gate a Lancaster Gate. Znajduje się w dzielnicy Queensway w gminie City of Westminster, w pierwszej strefie biletowej.
Stacja została otwarta 30 lipca 1900 roku jako Queen's Road, nazwę zmieniono 9 września 1946 roku. Pomiędzy 8 maja 2005 a 14 czerwca 2006 została zamknięta na czas modernizacji. Podczas prac wymieniono dwie windy oraz pokrycie dachu. Na czas remontu najbliższą stacją była Bayswater oddalona zaledwie o 100 metrów na północ, obsługująca linie Circle i District.

## Połączenia
Stacja obsługiwana jest przez linie autobusowe 70, 94, 148 i 390.

## Galeria

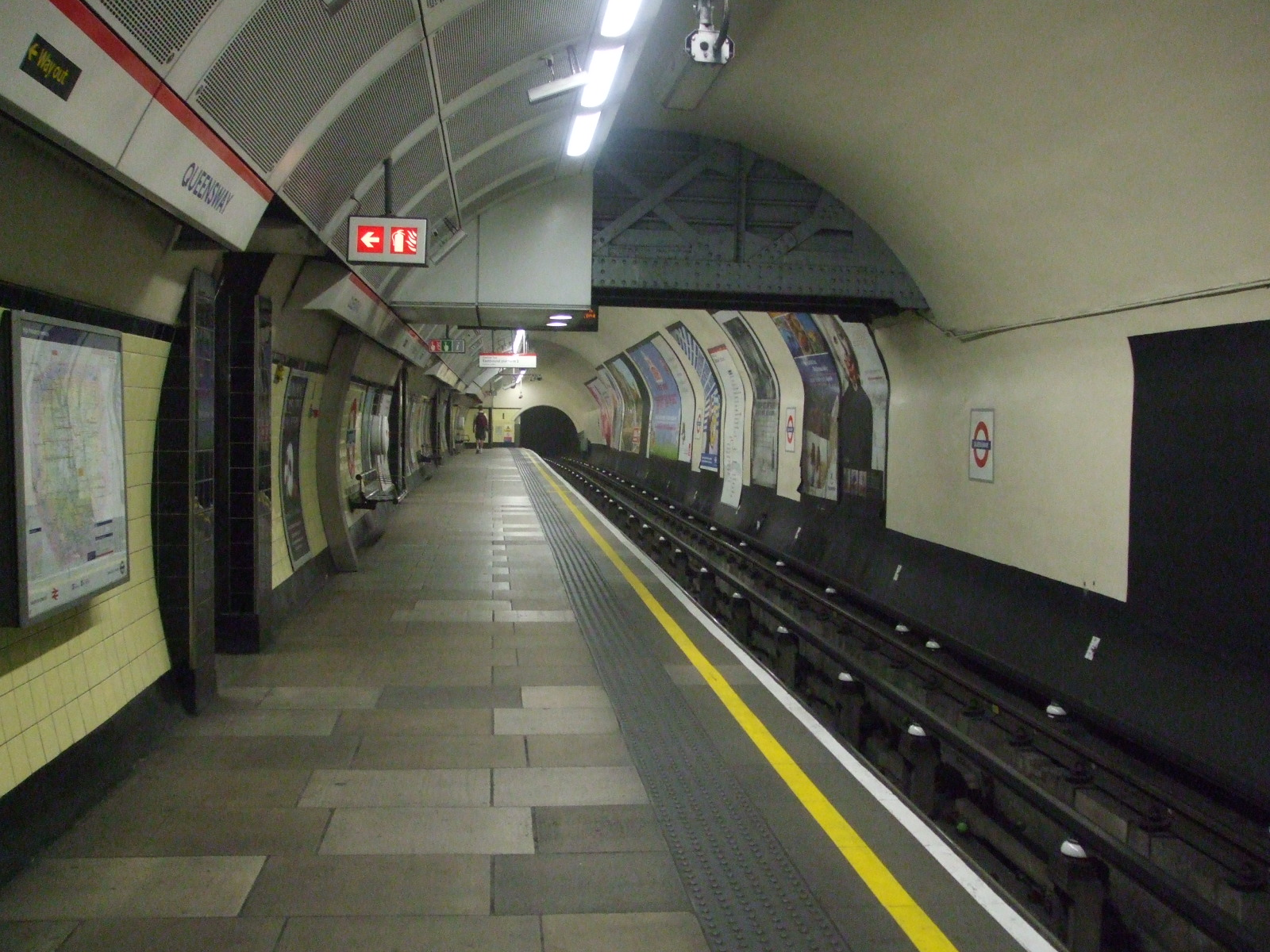
Platforma w kierunku wschodnim
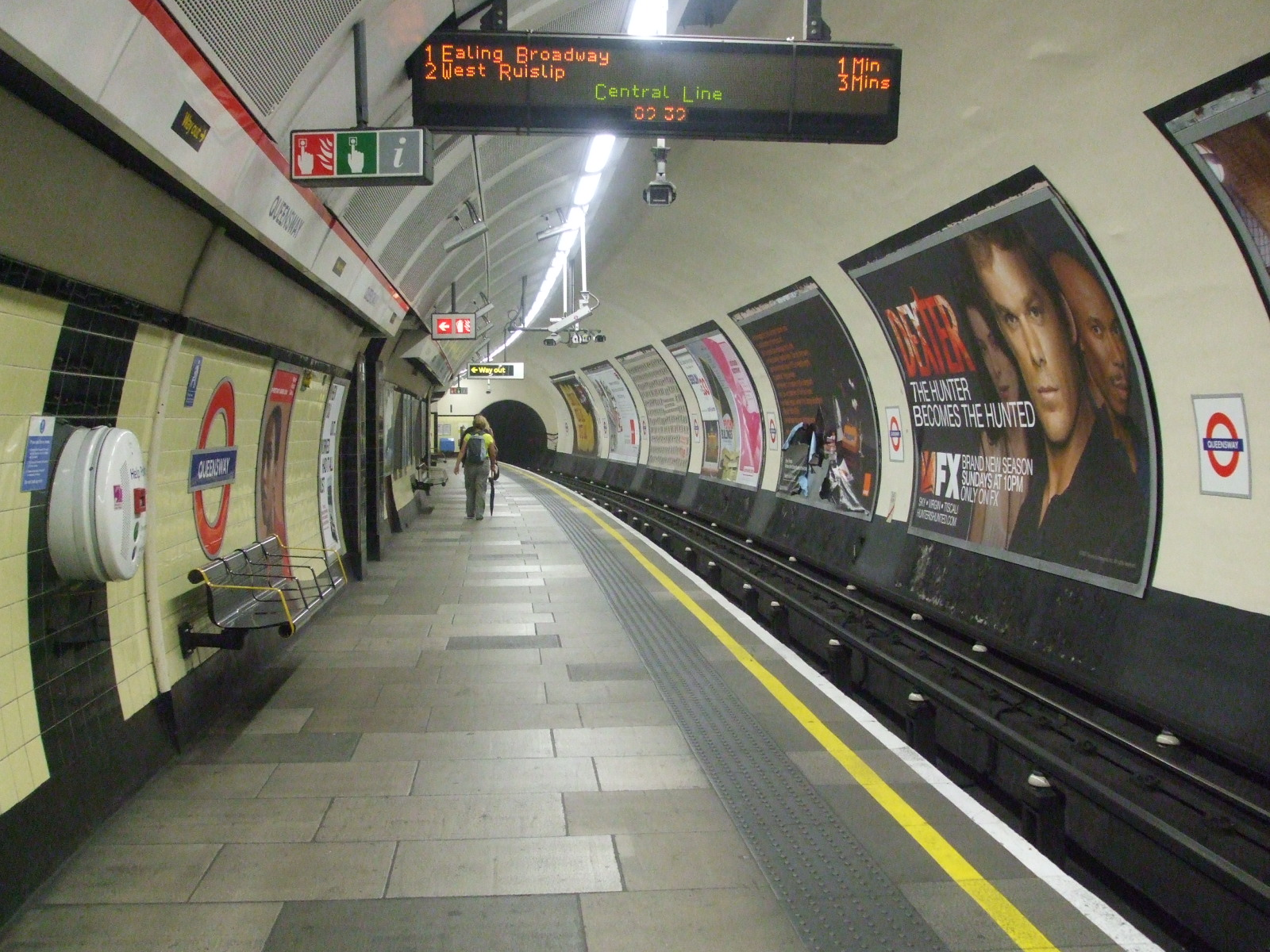
Platforma w kierunku zachodnim
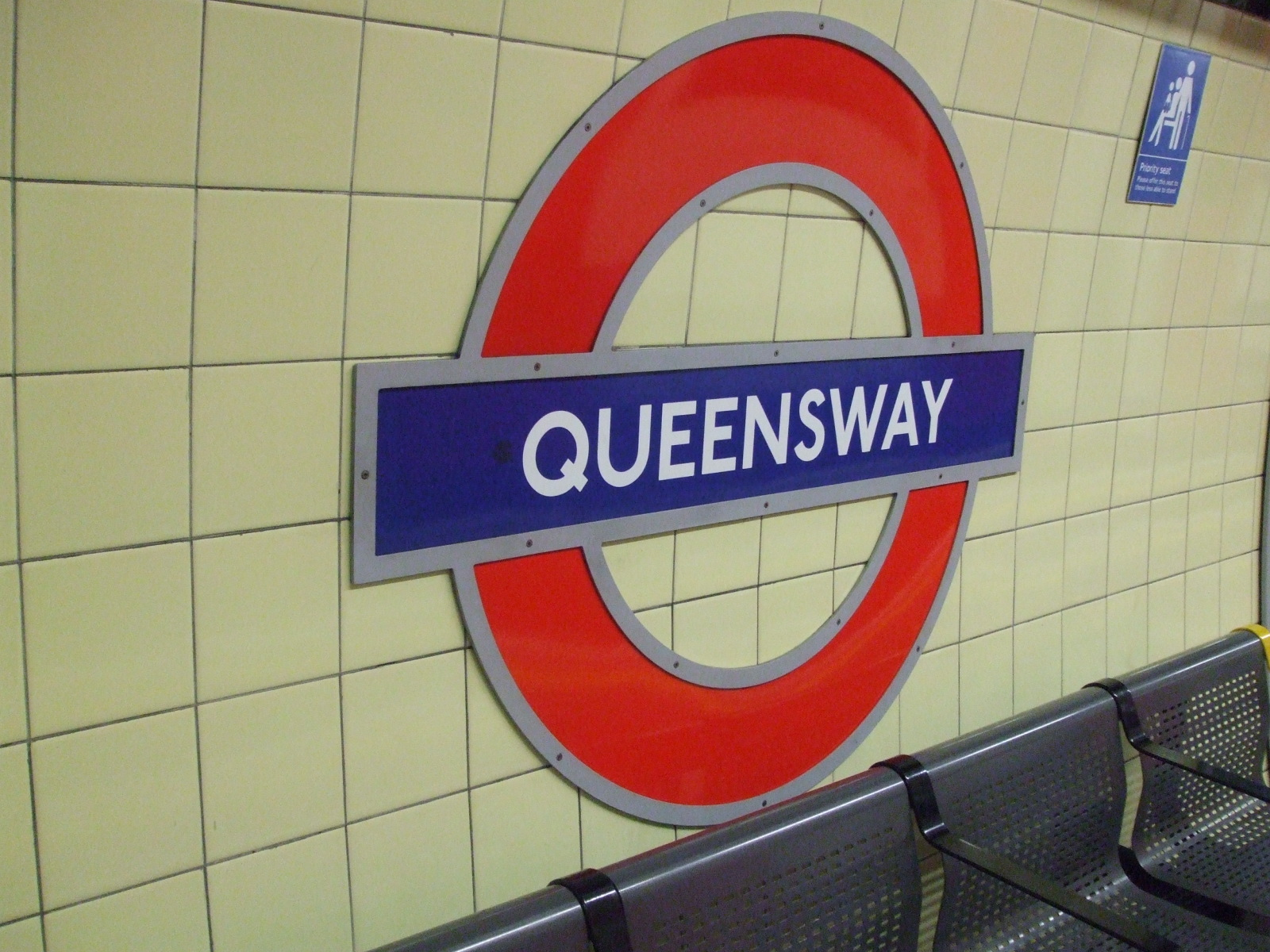
Symbol stacji